# Kyle Korver
Kyle Elliot Korver (Lakewood, Kalifornija, 17. ožujka 1981.) američki je profesionalni košarkaš. Igra na poziciji bek šutera, a može igrati i nisko krilo. Trenutačno je član NBA momčadi Cleveland Cavaliersa. Izabran je u 2. krugu (51. ukupno) NBA drafta 2003. od strane New Jersey Netsa.

## NBA karijera
Izabran je kao 51. izbor NBA drafta 2003. od strane New Jersey Netsa. Na sam dan drafta, Korver je mijenjan u Philadelphia 76erse u zamjenu za novac. U sezoni 2004./05. Korver je bio izjednačen na prvom mjestu, zajedno s Quentinom Richardsonom, po broju postignutih trica u sezoni, točnije obojica su postigli 226 trica. Ovo Korverovo ostvarenje je ujedno i rekord franšize 76ersa po broju postignutih trica u jednoj sezoni. 24. veljače 2006., u utakmici s Milwaukee Bucksima, Korver je postigao učinak karijere od 31 poena. 26. prosinca 2007. Korver je mijenjan u Utah Jazze u zamjenu za Gordana Giričeka i budući izbor prvog kruga na draftu. U ljeto 2010. Korver je postao slobodan igrač, a tijekom prijelaznog roka s Chicago Bullsima potpisao je trogodišnji ugovor vrijedan 15 milijuna američkih dolara. 2012. godine prelazi u redove Atlanta Hawksa iz kojih nakon skoro pet punih sezona, to jest 2017. godine prelazi u momčad NBA prvaka Cleveland Cavaliersa.

## NBA statistika

### Regularni dio
| Godina    | Klub         | Odig. uta. | Uta. poč. | Min. | 2P%  | 3P%  | Sl. bac.% | Skok. | Asist. | Ukr. lop. | Blok. | Poena |
| --------- | ------------ | ---------- | --------- | ---- | ---- | ---- | --------- | ----- | ------ | --------- | ----- | ----- |
| 2003./04. | Philadelphia | 74         | 0         | 11.9 | .352 | .391 | .792      | 1.5   | .5     | .3        | .1    | 4.5   |
| 2004./05. | Philadelphia | 82         | 57        | 32.5 | .418 | .405 | .854      | 4.6   | 2.2    | 1.3       | .4    | 11.5  |
| 2005./06. | Philadelphia | 82         | 43        | 31.3 | .430 | .420 | .849      | 3.3   | 2.0    | .8        | .3    | 11.5  |
| 2006./07. | Philadelphia | 74         | 1         | 30.9 | .440 | .430 | .914      | 3.5   | 1.4    | .8        | .3    | 14.4  |
| 2007./08. | Philadelphia | 25         | 0         | 26.3 | .396 | .352 | .912      | 2.9   | 1.3    | .8        | .2    | 10.0  |
| 2007./08. | Utah         | 50         | 0         | 21.5 | .474 | .388 | .917      | 2.0   | 1.4    | .4        | .5    | 9.8   |
| 2008./09. | Utah         | 78         | 2         | 24.0 | .438 | .386 | .882      | 3.3   | 1.8    | .6        | .4    | 9.0   |
| Ukupno    |              | 465        | 103       | 25.8 | .426 | .404 | .885      | 3.1   | 1.6    | .7        | .3    | 10.2  |

### Doigravanje
| Godina    | Klub         | Odig. uta. | Uta. poč. | Min. | 2P%  | 3P%  | Sl. bac.% | Skok. | Asist. | Ukr. lop. | Blok. | Poena |
| --------- | ------------ | ---------- | --------- | ---- | ---- | ---- | --------- | ----- | ------ | --------- | ----- | ----- |
| 2004./05. | Philadelphia | 5          | 5         | 29.4 | .286 | .292 | 1.000     | 2.6   | 1.6    | .8        | .2    | 5.0   |
| 2007./08. | Utah         | 12         | 0         | 21.6 | .411 | .289 | .920      | 2.2   | .6     | .3        | .7    | 7.8   |
| 2008./09. | Utah         | 5          | 0         | 27.2 | .391 | .462 | .714      | 2.2   | 2.6    | .6        | .2    | 10.6  |
| Ukupno    |              | 22         | 5         | 24.6 | .381 | .341 | .882      | 2.3   | 1.3    | .5        | .5    | 7.8   |

## Vanjske poveznice
- Profil na NBA.com
- Profil  Arhivirana inačica izvorne stranice od 3. srpnja 2014. (Wayback Machine) na Basketball-Reference.com